# Palanca (passera)

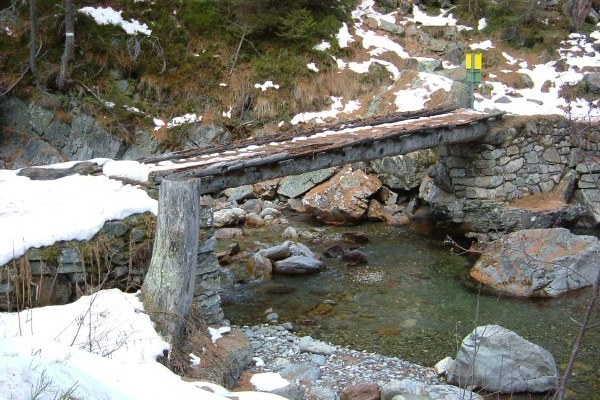
Palanca o pontet rudimentari a Vallorcine (Alps savoaians)

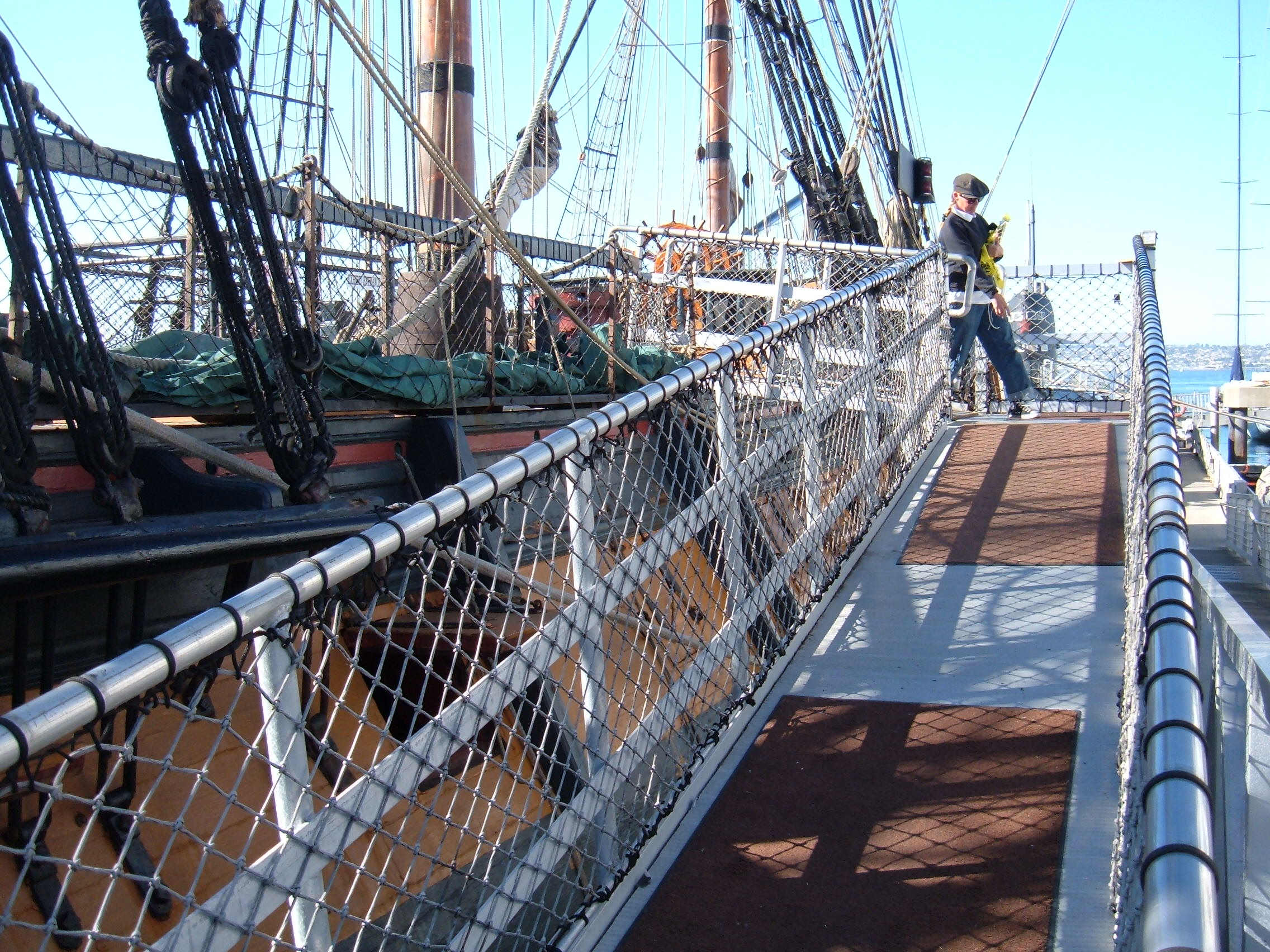
Palanca del vaixell HMS Surprise a San Diego.

Una palanca o passarel·la és un pont rudimentari, fet amb un tauló o conjunt de taulons, que va des d'un vaixell al moll o que uneix les dues vores d'un riu. En ambdós casos permet passar per damunt de l'aigua a peu eixut en condicions sovint precàries.

## Descripció
Als llocs rurals aquests ponts rudimentaris, solen ser molt senzills, i solen consistir en un o diversos troncs d'arbres col·locats un al costat de l'altre (o fins i tot un de sol). Sovint amb taulers a la part superior, per tal de mantenir els troncs junts i perquè sigui més llis per caminar. Es construeixen amb materials locals, com ara troncs d'arbres i trossos de pedra), o qualsevol material adequat que es pugui trobar en aquell entorn. Permeten un pas convenient per als vianants, però no per als vehicles. En el cas de vehicles es necessita un pont de veritat, encara que se'n pot fer un en cas d'emergència. Es poden cobrir de fang per anivellar les irregularitats

## Exemples

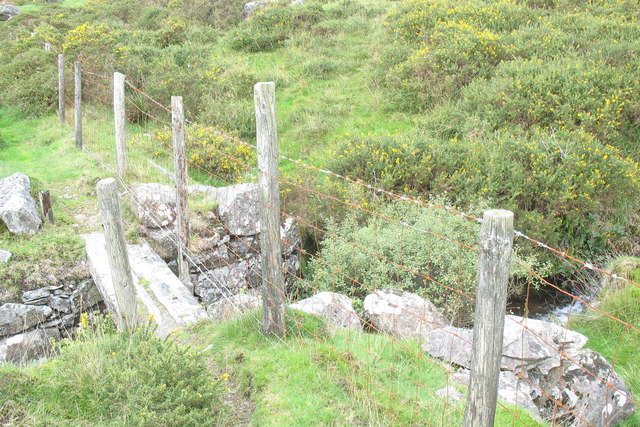
Pont fet amb dos taulons
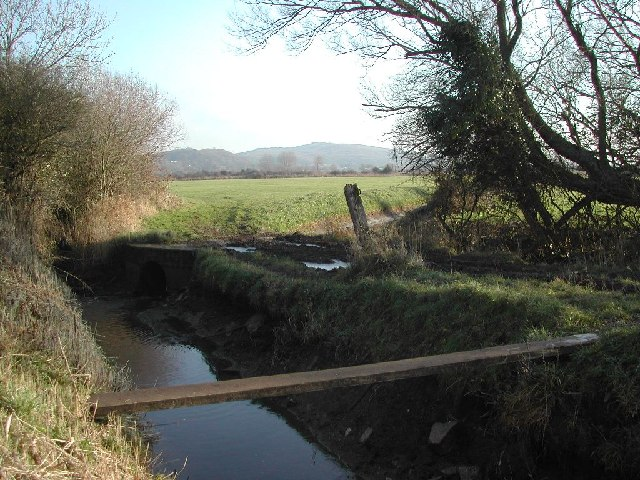
Pont fet amb un tauló
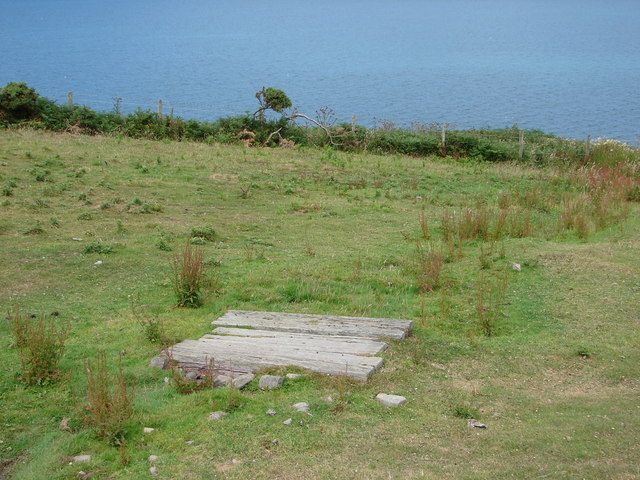
Pont fet amb diversos taulons
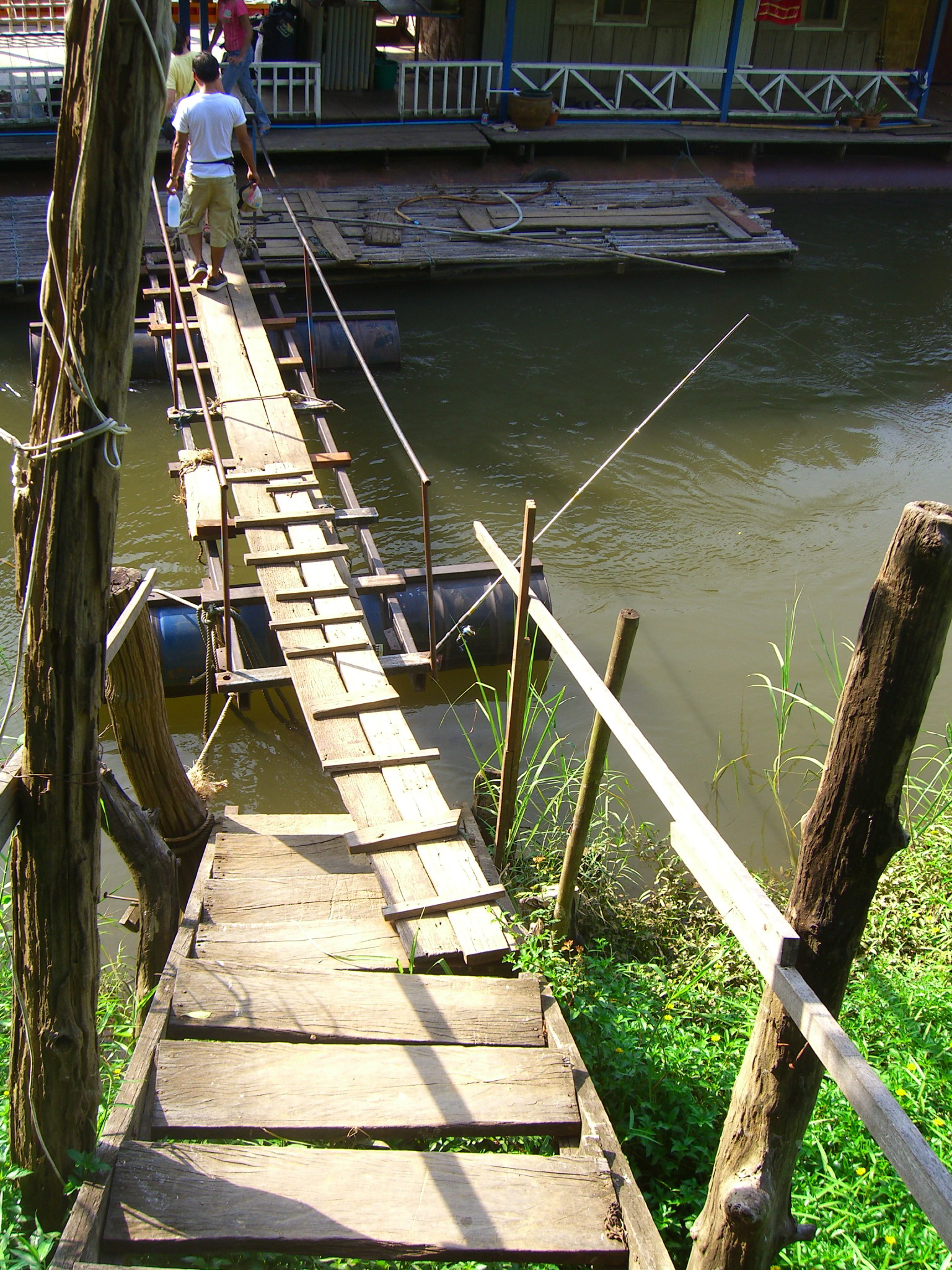
Pont fet amb diversos taulons